# Serrallonga, la llegenda del bandoler
Serrallonga, la llegenda del bandoler fue una miniserie de televisión española de origen catalán que constó de dos episodios y estaba basada en la vida del famoso bandolero Joan Sala i Ferrer. Estuvo dirigida por Esteve Rovira y coproducida por Televisión de Cataluña, Televisión Española y Oberon Cinematográfica. El estreno de ambos capítulos, originalmente en catalán, se produjo entre el 6 y 7 de noviembre de 2008 en la televisión autonómica de Cataluña, TV3. Dos años más tarde, en diciembre de 2010, lo hizo La 1 de Televisión Española.

## Argumento
Serrallonga es la historia de Joan Sala i Ferrer, un bandolero del s. XVII que se convierte en leyenda, en una dura época donde la lucha por sobrevivir era la principal preocupación de un pueblo esclavizado por el hambre y en la que el bandolerismo era una de las pocas salidas de la miseria.

## Producción
Serrallonga, la llegenda del bandoler que se rodó entre el 1 de octubre de 2007 y el 6 de diciembre del mismo año, contó con un presupuesto de producción de cerca de cuatro millones de euros; su filmación fue abordada entre Barcelona, Santa Pau, Tavertet, Rupit, Collserola y Dosrius. La música es de Joan Valent, ejecutada por la Orquesta Sinfónica de Bratislava y la fotografía es obra de Daniel Aranyó. La dirección de arte estuvo a cargo de José Rosell y el vestuario es de María Gil. Se ha editado tanto un DVD de la miniserie como un CD con la banda sonora. Además, Editores de Tebeos (anteriormente llamado Glénat Editions) publicó el guion en formato de novela y en formato cómic, firmado por Quim Bou.
La miniserie fue vendida a más de sesenta países, entre ellos Rusia, Estados Unidos, México, Finlandia, Rumanía, Turquía e Irán.

## Reparto
- Isak Férriz: Serrallonga.
- David Selvas: Antic.
- Olalla Escribano: Margarida.
- Núria Gago: Joana Massissa.
- Bea Segura: Flor.
- Ramon Pujol: Segimon.
- Joan Muntal: Pere.
- Mark Ullod: Guerxo.
- Ramon Godino: Negre.
- Kai Puig: Fadrí de Sau.

## Premios y nominaciones
Serrallonga, la llegenda del bandoler participó en varios festivales de cine y televisión. Fue nominada como mejor película en el Festival de Cine de Shanghái y los Premios Gaudí en su primera edición, como mejor película para televisión. Esteve Rovira también fue nominado como mejor director en los premios Magnolia del Festival de Cine de Shanghái (2009).

## Episodios y audiencias
| Emisora | Episodio | Fecha de emisión        | Espectadores | Cuota |
| ------- | -------- | ----------------------- | ------------ | ----- |
| TV3     | #1       | 6 de noviembre de 2008  | 655.000      | 21,0% |
| TV3     | #2       | 7 de noviembre de 2008  | 543.000      | 19,7% |
| La 1    | #1       | 16 de diciembre de 2010 | 1 962 000    | 14,7% |
| La 1    | #2       | 23 de diciembre de 2010 | 1 657 000    | 12,1% |